# Wilton Lackaye
Wilton Lackaye (30 de septiembre de 1862 – 21 de agosto de 1932) fue un actor teatral y cinematográfico de nacionalidad estadounidense, activo en la época del cine mudo.

## Biografía
Su verdadero nombre era William Andrew Lackey, y nació en el Condado de Loudoun, Virginia, siendo sus padres James Lackey y Margaret Bagnam.
Lackaye fue famoso por su papel de Svengali en la obra Trilby, representada en 1895, y que llevó a la pantalla en 1915 acompañado por Clara Kimball Young. Disfrutó de una larga y distinguida carrera teatral antes de iniciarse en el cine mudo en su madurez. Transmitía una imagen única e inconfundible gracias a sus grandes ojos, lo cual le fue muy efectivo para encarnar al controlador Svengali.
Wilton Lackaye falleció en 1932 en Nueva York a consecuencia de un ataque cardiaco. Había estado casado tres veces: la primera con la actriz Annie Lewis,
 la segunda con Alice Evans y la última con Katherine Alberta Riley. Tuvo un hijo, Wilton Lackaye Jr. (1902–1977), con Alice Evans. Lackaye tuvo dos hermanos que también se dedicaron al mundo del espectáculo, James Lackaye (1867–1919) y Helen Lackaye (1883–1940).

## Filmografía
- The Pit (1914)
- Children of the Ghetto (1915)
- Trilby (1915)
- The Man of Shame (1915)
- God's Crucible (1921)
- What's Wrong with the Women? (1922)
- The Lone Wolf (1924)
- For Woman's Favor (1924)
- The Sky Raider (1925)